# Platambus heteronychus
Platambus heteronychus là một loài bọ cánh cứng trong họ Bọ nước. Loài này được Nilsson miêu tả khoa học năm 2003.